# Rising of the Moon
Rising of the Moon è un album discografico a nome di Terry Dolan/Terry & the Pirates, pubblicato dall'etichetta discografica tedesca Rag Baby Records nel 1982.

## Tracce
Lato A
Testi e musiche di Terry Dolan.
1. Rising of the Moon – 4:07
2. Silverado Trail – 3:34
3. Purple and Blonde – 4:36
4. Genoa – 2:57
5. Razor Blade – 2:45

Lato B
Testi e musiche di Terry Dolan, eccetto dove indicato.
1. Rainbow – 3:04
2. River – 4:08
3. Gun Metal Blues – 3:08
4. Still Twilight – 3:40 (David Hayes, Terry Dolan)
5. Dusty Blue Bells – 3:57

## Musicisti
Rising of the Moon
- Terry Dolan - voce solista
- John Cipollina - chitarra
- Greg Douglass - chitarra
- David Hayes - basso, accompagnamento vocale
- Greg Elmore - batteria

Silverado Trail
- Terry Dolan - voce
- John Cipollina - chitarra
- Greg Douglass - chitarra a 12 corde
- Nicky Hopkins - pianoforte
- David Hayes - basso
- Greg Elmore - batteria
- Mark Springer - accompagnamento vocale, coro

Purple and Blonde
- Terry Dolan - voce
- John Cipollina - chitarra slide
- Greg Douglass - chitarra
- Nicky Hopkins - pianoforte
- David Hayes - basso
- Greg Elmore - batteria

Genoa
- Terry Dolan - voce
- John Cipollina - chitarra steel
- Greg Douglass - chitarra
- Nicky Hopkins - pianoforte
- David Hayes - basso
- Greg Elmore - batteria
- Mark Springer - accompagnamento vocale, coro

Razor Blade
- Terry Dolan - voce
- John Cipollina - chitarra
- Greg Douglass - chitarra
- Nicky Hopkins - pianoforte
- David Hayes - basso
- Greg Elmore - batteria

Rainbow
- Terry Dolan - voce solista
- John Cipollina - chitarra
- Greg Douglass - chitarra
- Nicky Hopkins - pianoforte
- David Hayes - basso, accompagnamento vocale, coro
- Greg Elmore - batteria

River
- Terry Dolan - voce
- John Cipollina - chitarra
- Greg Douglass - chitarra bottleneck
- Nicky Hopkins - pianoforte
- Pete Sears - organo
- David Hayes - basso
- Mark Springer - accompagnamento vocale, coro

Gun Metal Blues
- Terry Dolan - voce solista
- John Cipollina - chitarra
- Greg Douglass - chitarra
- Nicky Hopkins - pianoforte
- David Hayes - basso, voce
- Greg Elmore - batteria
- Mark Springer - accompagnamento vocale, coro

Still Twilight
- David Hayes - voce, basso
- John Cipollina - chitarra solista
- Greg Douglass - chitarra
- Pete Sears - organo
- Greg Elmore - batteria
- Mark Springer - accompagnamento vocale, coro

Dusty Blue Bells
- Terry Dolan - voce, chitarra
- Greg Douglass - chitarre
- Mark Springer - corno francese
- David Hayes - basso
- Greg Elmore - percussioni

Note aggiuntive
- David Hayes - produttore
- Registrazioni effettuate al Fantasy Records, Studio C di Berkeley, CA tra il 18 ed il 23 dicembre 1981
- Jim Stern e Wally Buck con Danny Kopelson e Jamey Bridges - ingegnere delle registrazioni
- Mixato al Fantasy Records, Studio D di Berkeley, California
- Wally Buck e David Hayes - ingegneri del mixaggio
- Jim Bones - fotografia copertina frontale album (Comanche Moon dal libro Texas West of Pecos)
- Phil Bray - fotografia retrocopertina album
- John C. Maginnis - fotografie interno copertina album
- Mark Jacobsen - design copertina album
- Ringraziamenti a: Nicky Hopkins, Pete Sears e Mark Springer
- Ringraziamenti speciali a: Tony Berardini, Roy Segal, Barry Hessenius, Bill Belmont e John Cipollina[2]